# Mittelhaardt
Die Mittelhaardt ist ein geographischer Fachbegriff und eine Landschaftsbezeichnung in der Vorderpfalz, nördlich der Ober- und südlich der Unterhaardt.

## Naturraum
Als Mittelhaardt bezeichnet man die Vorhügelzone des Pfälzerwaldes zwischen dem Isenachtal bei Bad Dürkheim und dem Speyerbachtal bei Neustadt an der Weinstraße. Nach der Definition der Naturschutzbehörden Rheinland-Pfalz gehört die Mittelhaardt zur Großlandschaft „Nördliches Oberrhein-Tiefland“ und wird als Untergliederungseinheit 220.1 Mittelhaardt geführt. 

## Medien
Der Name Mittelhaardt findet sich auch in den Medien. Die Mittelhaardter Rundschau ist der Lokal-/Regionalteil der Zeitung Die Rheinpfalz, welche Neustadt an der Weinstraße, Haßloch sowie die Verbandsgemeinde Deidesheim umfasst.
Ursprünglich gehörten auch Bad Dürkheim und die Verbandsgemeinden Freinsheim und Wachenheim an der Weinstraße zum Einzugsgebiet. Mittlerweile existiert für dieses Gebiet mit der Bad Dürkheimer Zeitung ein eigener Regionalteil.

## Weinbau
Ursprünglich war das Weinbaugebiet Pfalz in Ober-, Mittel- und Unterhaardt geteilt. Der Bereich Mittelhaardt stellte die kreisfreie Stadt Neustadt an der Weinstraße sowie den im damaligen Landkreis Neustadt an der Weinstraße gelegenen Teil des Weinbaugebiets dar. Seit der rheinland-pfälzischen Gebietsreform 1969 sind die Bereiche Mittel- und Unterhaardt als Mittelhaardt–Deutsche Weinstraße vereinigt.